# 不来梅级小巡洋舰
不来梅级小巡洋舰（德語：Bremen-Klasse）是德意志帝国海军在20世纪初根据《舰队法》的增项而建造的小巡洋舰的船级。它由不来梅号、汉堡号、柏林号、吕贝克号、慕尼黑号、莱比锡号和但泽号共七艘以德国城市命名的同级舰组成，并为德国海军奠定了延续至今的命名传统。作为瞪羚级小巡洋舰的改进版，它们比前级显著增大，并有更高的速度和更好的装甲。与瞪羚级一样，其武器装备有十门105毫米40倍径速射炮和两具450毫米鱼雷发射管。
不来梅级舰只曾担任过多种角色，从海外巡洋舰到舰队的侦察巡洋舰乃至教练船。其中不来梅号和莱比锡号曾分别被部署至美洲及亚洲的驻地，而其它五艘舰则随同公海舰队留在德国海域。当第一次世界大战于1914年8月爆发时，莱比锡号正身处太平洋的东亚分舰队，它参与了11月的科罗内尔海战，继而在一个月后的福克兰群岛海战中沉没。不来梅号则于1915年12月遭俄罗斯人敷设的水雷致沉，但其余五艘舰都在战争中幸存了下来。
战争结束后，三艘幸存舰只，吕贝克号、慕尼黑号和但泽号作为战利舰被英国人强占，并作废钢出售。其余两艘舰，汉堡号及柏林号则于1920年代继续以教练巡洋舰职能服役。它们于1930年代中期被改造为宿营船，并在接下来的十年间担任该角色。至1944年，汉堡号遭英国轰炸机击沉，继而拆解报废；而柏林号则在第二次世界大战结束后被人为沉入深海，以处置大量化学武器。

## 设计
不来梅级是根据1901－02年度和1903年度的预算案进行开发。早在1898年，第一部《德国舰队法》便已授权德意志帝国海军新建三十艘小巡洋舰；至1904年，瞪羚级小巡洋舰已经满足了前十艘的需求。作为瞪羚级的改进版本，不来梅级加大了尺寸并优化了推进系统，以使航速提高至22節（41每小時）。为了适应十台锅炉的配置，还增设有第三座烟囱，而装甲甲板也显著增厚。该船级的四号舰——吕贝克号安装了蒸汽涡轮机，因此涡轮发动机的质量完全不亚于其它相同的船具。不来梅级的后续是柯尼斯堡级，它与不来梅级非常相似，包括装备有同样的武器。与不来梅级一样，后续船级也有一艘舰（斯德丁号）安装了蒸汽涡轮机，而其余舰只则是安装了传统的三胀式蒸汽机。

### 整体特征
不来梅级舰只的水线长度为110.60（362英尺10英寸），全长则为111.10（364英尺6英寸）。它们有13.30（43英尺8英寸）的舷宽和5.28至5.68（17英尺4英寸至18英尺8英寸）之间的吃水深度。舰只的设计排水量为3,278公噸（3,226長噸），满载排水量则达3,652至3,816公噸（3,594至3,756長噸）。船体采用纵横钢框架构造，并分为十二个水密舱室，其中还包含一个占舰只长度比重为56%的双层船底。
所有七艘同级舰均为良好的远洋船具，但有严重的易倾性和高达二十度的摇摆性。它们在高速航行时会被打湿，并会略微受到上风舵的影响。尽管如此，这些舰只的转向紧凑，并且非常灵活。在急转舵时，它们的速度最多会下降35%；舰只的横向稳心高度则为0.58至0.61米（1英尺11英寸至2英尺0英寸）。不来梅级所需的船员编制为14名军官和274－287名水兵，但至它们的生涯后期，这些数字分别增加至19人和330人。此外，它们还配备了一些小型舰载艇，其中包括1艘哨艇、1艘大舢板、2艘小汽艇、2艘高低桅帆船和1艘小划艇。

### 机械装置
除吕贝克号外，不来梅级舰只的的推进系统是由两台三胀式蒸汽机组成。其额定功率设计为9,863匹指示馬力（7,355千瓦特），最高速度为22節（41每小時）。吕贝克号改为安装两台帕森斯蒸汽轮机，额定功率为11,343匹軸馬力（8,458千瓦特），最高速度达22.5節（41.7每小時）。然而，全部七艘同级舰在试航时都超过了这些速度。发动机由十台燃煤船用式水管锅炉提供动力，它们被汇入舰舯的三座烟囱中。这些舰只可携带860公噸（850長噸）煤，使前三艘舰能够以12節（22每小時）的速度续航4,270海里（7,910）；吕贝克号效率较低的汽轮机将其巡航半径限制在了3,800海里（7,000）；而同级最后三艘舰的航程则更远，达到4,690海里（8,690）。在电力供应方面，不来梅号和汉堡号配备有三台发电机，可产生电压为110伏特的111千瓦特（149匹馬力）电；其余舰只仅两台发电机，在相同电压下的额定功率为90千瓦特（120匹馬力）。

### 武器及装甲

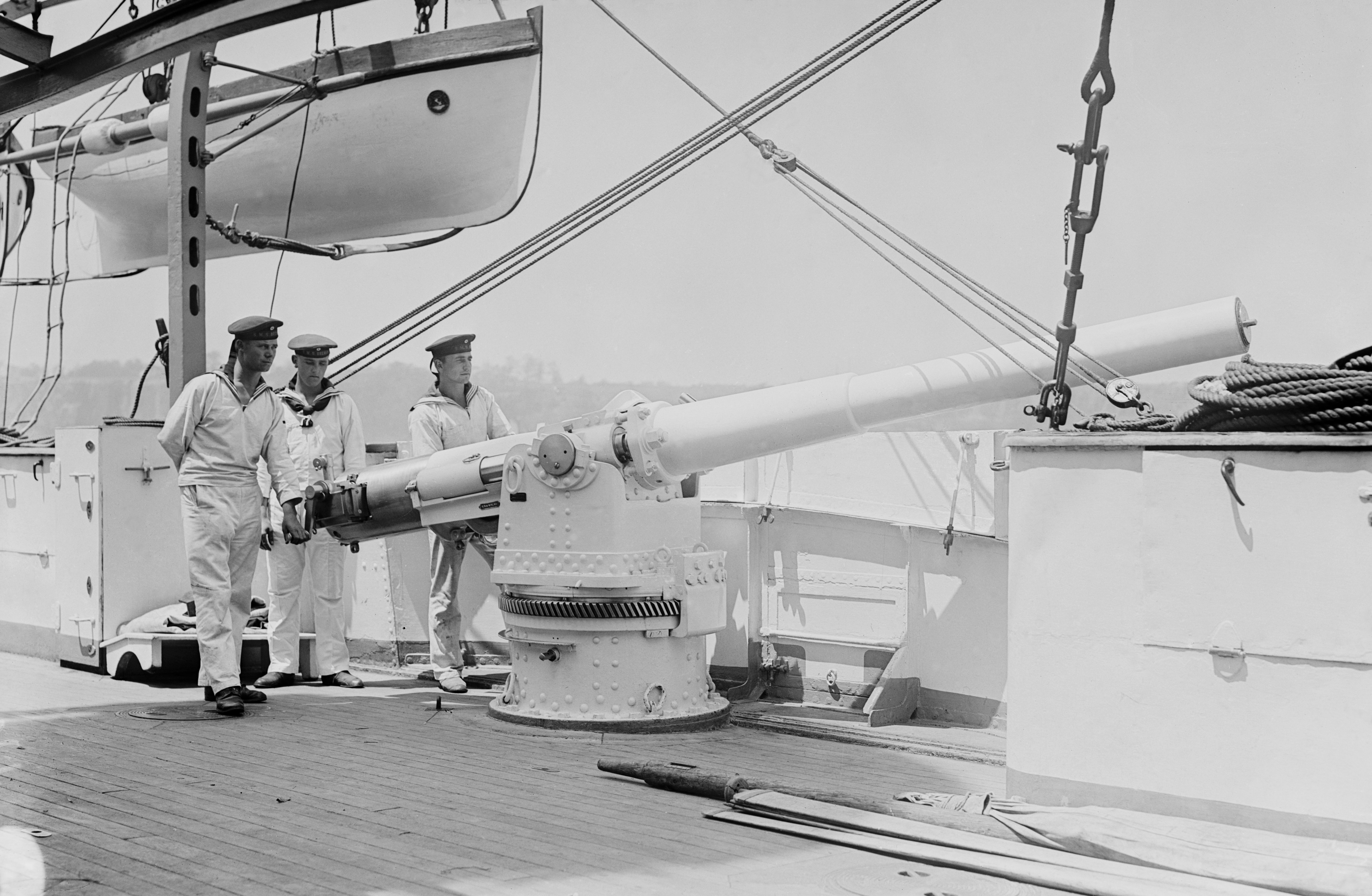
不来梅号舰上的105毫米炮

不来梅级舰只配备有十门单装105毫米40倍径速射炮。其中两门并排布置在艏艛前方，六门设于舰舯、每边各三门，以及两门并排布置在舰艉。这些炮支的射程为12,200（13,300碼）。它们共提供1500发弹药，其中每炮150发。在职业生涯的后期，不来梅号及吕贝克号以两门150毫米45倍径速射炮取代了舰艏和舰艉的四门40倍径炮，舰舯的六门炮则得到保留。此外，全部七艘舰还配备有两具450（17.7英寸）鱼雷管和五枚鱼雷，均浸没舷侧的船体内。吕贝克号后期则在甲板上安装了两具500（19.7英寸）的鱼雷发射管和四枚鱼雷。
不来梅级舰只的装甲由两个普通钢层和一个克虏伯钢层组成。它们受到厚达80（3.1英寸）的装甲甲板保护。50（2.0英寸）厚的斜面装甲也具有一定的垂直防护能力，与贮煤舱相连。司令塔的侧面有80（3.1英寸）厚、顶面为20（0.79英寸）厚。炮支则受到厚度为50毫米的炮挡保护。

## 同级舰
不来梅级的七艘同级舰于1902年至1907年间在德国的各家国营及私营船厂建造。

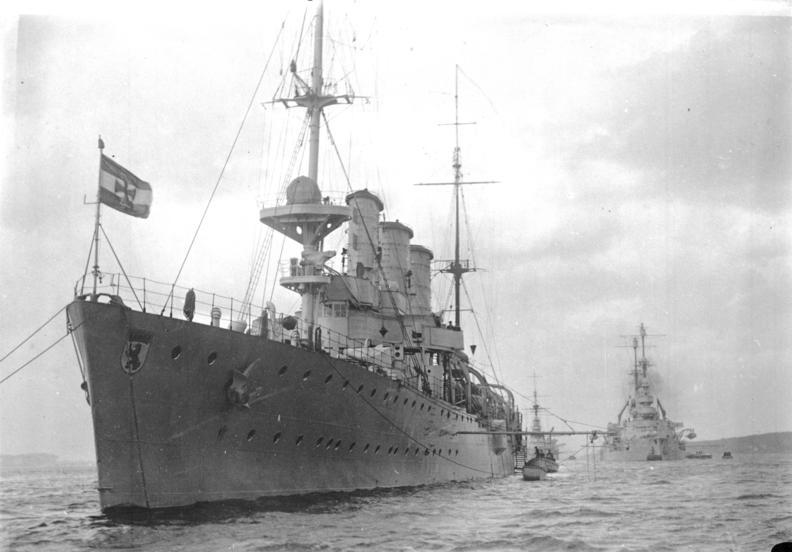
1923年完成现代化改造后的柏林号

| 舰只     | 造船厂           | 命名来源 | 架设日期 | 下水日期      | 入役日期      | 结局               |
| -------- | ---------------- | -------- | -------- | ------------- | ------------- | ------------------ |
| 不来梅号 | 不来梅威悉船厂   | 不来梅   | 1902年   | 1903年7月9日  | 1904年5月19日 | 1915年12月17日沉没 |
| 汉堡号   | 斯德丁伏尔铿船厂 | 汉堡     | 1902年   | 1903年7月25日 | 1904年3月8日  | 1956年拆解报废     |
| 柏林号   | 但泽帝国船厂     | 柏林     | 1902年   | 1903年9月22日 | 1905年4月4日  | 1947年自沉         |
| 吕贝克号 | 斯德丁伏尔铿船厂 | 吕贝克   | 1903年   | 1904年2月26日 | 1906年4月26日 | 1923年拆解报废     |
| 慕尼黑号 | 不来梅威悉船厂   | 慕尼黑   | 1903年   | 1904年4月30日 | 1905年1月10日 | 1920年拆解报废     |
| 莱比锡号 | 不来梅威悉船厂   | 莱比锡   | 1904年   | 1905年3月21日 | 1906年4月20日 | 1914年12月8日沉没  |
| 但泽号   | 但泽帝国船厂     | 但泽     | 1904年   | 1905年9月23日 | 1907年12月1日 | 1923年拆解报废     |

## 服役历史
不来梅级舰只在整个职业生涯中曾担任各种不同角色。不来梅号及莱比锡号从1905年至1914年被派往海外服役；前者于第一次世界大战爆发前不久返回德国，后者则继续留在了东亚分舰队。汉堡号、柏林号、吕贝克号和但泽号在入役后即被分配至公海舰队的侦察部队。与此同时，慕尼黑号在其战前的役期中都被用作鱼雷试验舰。第一次世界大战期间，所有七艘同级舰都参与了行动，但只有不来梅号及莱比锡号在冲突中遇难。

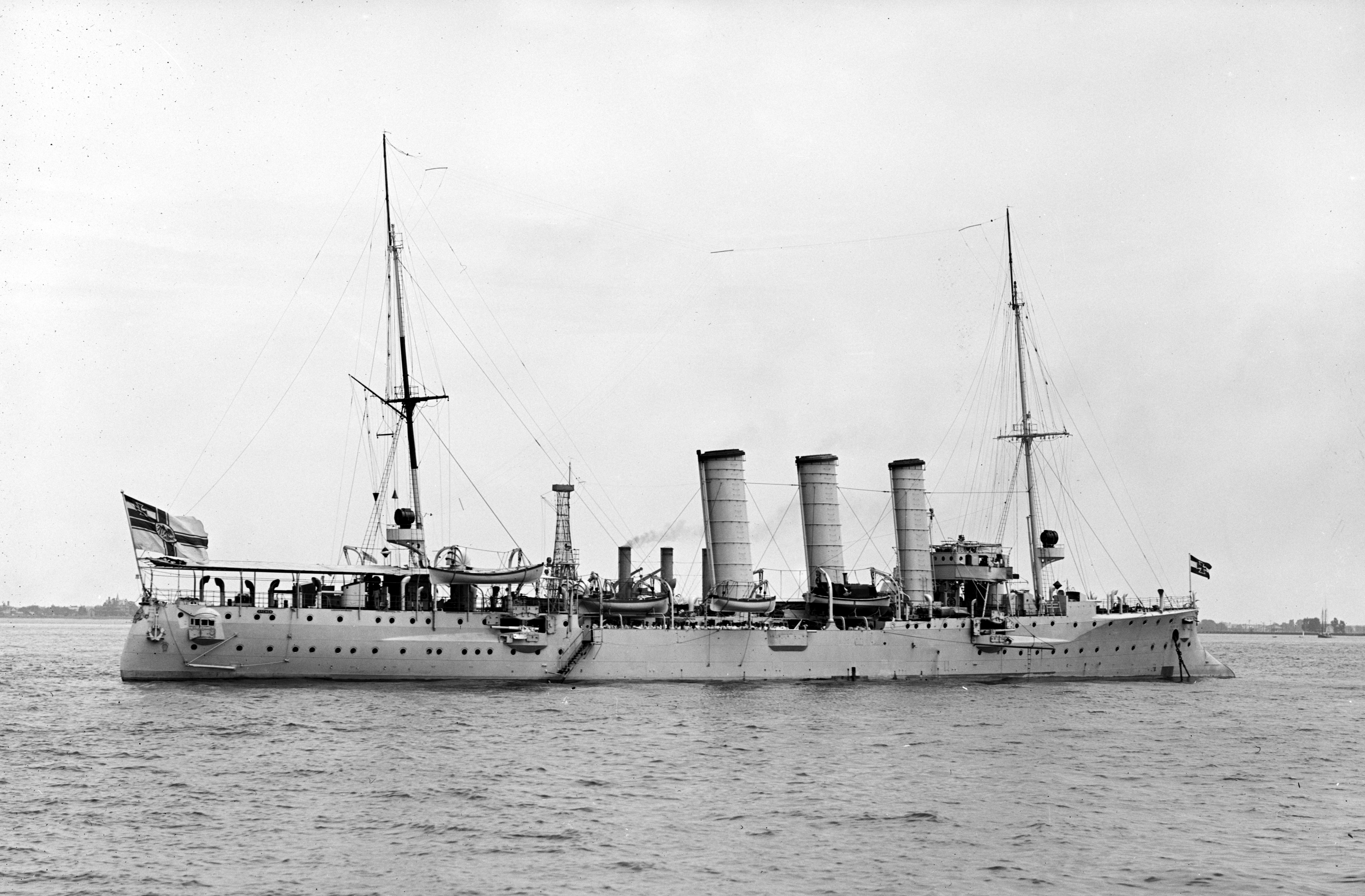
不来梅号于1912年出访美国

但泽号于1914年8月参与了黑尔戈兰湾海战，但并未直接与英国舰只接触。然而，它有从沉没的小巡洋舰阿里阿德涅号中救出幸存者。1914年12月，汉堡号出席了突袭斯卡布罗、哈特尔浦及惠特比的行动，期间它曾短暂遭遇英国的轻型部队，但没有交战。慕尼黑号是唯一参加了1916年5月31日至6月1日爆发的日德兰海战的同级舰，它在那里遭到五枚中等口径炮弹的命中，并中度受损。不来梅号、吕贝克号和但泽号在战争期间主要从事对抗俄罗斯帝国海军的行动，其中包括1915年的突袭利鲍和里加湾海战，以及1917年的阿尔比恩行动。不来梅号于1915年12月不慎触及了俄国人敷设的水雷，并连同大部分船员一起沉没。莱比锡号在战争爆发时仍身处海外，它参与了1914年底的科罗内尔海战和福克兰群岛海战。在前次行动期间，它曾与英国轻巡洋舰格拉斯哥号交火；而在后次行动中，它则被格拉斯哥号和康沃尔号击沉。
柏林号于1916年撤出现役并解除武装。慕尼黑号于1916年10月遭到英国水雷的严重破坏，此后退役作宿营船使用。汉堡号也在战争后期担任宿营船职能，而莱比锡号则于1917年成为教练船。但泽号作为最后的同级舰是于1917年末退出现役。在五艘幸存的舰只中，柏林号和汉堡号被新组建的魏玛国家海军作为教练船保留下来。其余三艘——吕贝克号、慕尼黑号和但泽号，则作为战利舰移交英国，并于1920年代初作废钢出售。汉堡号和柏林号作为教练巡洋舰度过了1920年代末和1930年代初，至1930年代中期，它们再一次被改造为浮动的营房。汉堡号于1944年遭英国轰炸机击沉，后于1949年被打捞上岸并拆解报废。柏林号在第二次世界大战中幸存了下来，并于战后为装载化学武器进行销毁而自沉在斯卡格拉克海峡。